# Ceraclea morsei
Ceraclea morsei är en nattsländeart som beskrevs av Kumanski 1991. Ceraclea morsei ingår i släktet Ceraclea och familjen långhornssländor. Inga underarter finns listade i Catalogue of Life.